# 787-es busz
A 787-es jelzésű elővárosi autóbusz Budapest és Nagysáp között közlekedik Budakeszi és Zsámbék érintésével. A viszonylatot a MÁV Személyszállítási Zrt. üzemelteti.

## Története
2019. augusztus 10-étől a Széna téri autóbusz-állomás bezárása miatt budapesti végállomása a Széll Kálmán térre kerül át.

## Megállóhelyei
| 0  | Budapest, Széll Kálmán tér végállomás  | 38 | 5, 16, 16A, 21, 21A, 22, 22A, 39, 91, 102, 116, 128, 129, 139, 140, 140A, 149, 155, 156, 221, 222 4, 6, 17, 56, 56A, 59, 59A, 59B, 61 781, 782, 783, 784, 785, 786, 789, 791, 793, 794, 795 |
| 1  | Budapest, Szent János Kórház           | 37 | 22, 22A, 91, 128, 129, 155, 156, 222 56, 56A, 59, 59B, 60, 61 781, 782, 783, 784, 785, 786, 789, 791, 793, 794, 795                                                                         |
| 2  | Budapest, Budagyöngye                  | 36 | 22, 22A, 129, 222, 291 56, 56A, 59B, 61 781, 782, 783, 784, 785, 786, 789, 791, 793, 794, 795                                                                                               |
| 3  | Budapest, Kuruclesi út                 | 35 | 22, 22A, 222, 291 781, 782, 783, 784, 785, 786, 789, 791, 793, 794, 795 |
| 4  | Budapest, Vízművek                     | 34 | 22, 22A, 222 781, 782, 783, 784, 785, 786, 789, 791, 793, 794, 795 |
| 5  | Budapest, Dénes utca                   | 33 | 22, 22A, 222 781, 782, 783, 784, 785, 786, 789, 791, 793, 794, 795 |
| 6  | Budapest, Szépjuhászné, Gyermekvasút   | 32 | 22, 22A, 222 781, 782, 783, 784, 785, 786, 789, 791, 793, 794, 795 Gyermekvasút |
| 7  | Budapest, Országos Korányi Intézet     | 31 | 22, 22A, 222 781, 782, 783, 784, 785, 786, 789, 791, 793, 794, 795 |
| 8  | Budapest, Szanatórium utca (Vadaspark) | 30 | 22, 22A, 188E, 222 781, 782, 783, 784, 785, 786, 789, 791, 793, 794, 795 |
| 9  | Budakeszi, Erkel Ferenc utca           | 29 | 22, 22A, 188E, 222 781, 782, 783, 784, 785, 786, 789, 791, 793, 794, 795 |
| 10 | Budakeszi, Gyógyszertár                | 28 | 22, 22A, 188E, 222 781, 782, 783, 784, 785, 786, 789, 791, 793, 794, 795 |
| 11 | Budakeszi, Városháza                   | 27 | 22, 22A, 188, 188E 781, 782, 783, 784, 785, 786, 789, 791 |
| 12 | Budakeszi, Dózsa György tér            | 26 | 22, 22A, 188, 188E 781, 782, 783, 784, 785, 786, 789, 791 |
| 13 | Budakeszi, Fagyártmánytelep            | 25 | 781, 782, 783, 784, 785, 786, 789, 791 |
| 14 | Budakeszi, Vastagtanya                 | 24 | 781, 782, 783, 784, 785, 786, 789, 791 |
| 15 | Páty, Mézeshegy                        | 23 | 781, 782, 783, 785, 785, 786, 789, 791 |
| 16 | Páty, Somogyi Béla utca                | 22 | 781, 782, 783, 785, 785, 786, 789, 791 |
| 17 | Páty, Telki elágazás                   | 21 | 778, 781, 782, 783, 784, 785, 786, 789, 791 |
| 18 | Páty, Iskola                           | 20 | 778, 781, 782, 783, 784, 785, 786, 789, 791 |
| 19 | Páty, Töki utca                        | 19 | 781, 783, 784, 785, 786, 789, 791 |
| 20 | Páty, Újtelep                          | ∫  | 783, 784, 785, 786, 791 |
| 21 | Tök, Újmajor                           | 18 | 783, 784, 785, 786, 791 |
| 22 | Zsámbék, PEMÜ                          | 17 | 783, 784, 785, 786, 791 |
| 23 | Zsámbék, Ady Endre utca                | 16 | 778, 783, 784, 785, 786, 789, 791, 795, 798, 799 |
| 24 | Zsámbék, autóbusz-forduló              | 15 | 770, 774, 775, 778, 779, 783, 784, 785, 786, 788, 789, 791, 795, 798, 799, 8423 1853 |
| 25 | Zsámbék, Mányi út                      | 14 | 770, 774, 775, 779, 784, 785, 786, 8423 |
| 26 | Zsámbék, Szomori elágazás              | 13 | 770, 774, 775, 779, 784, 785, 786, 8423 1853 |
| 27 | Mány, Felsőörspuszta                   | 12 | 770, 774, 775, 779, 785, 786, 8423 |
| 28 | Szomor, Kakukkhegy                     | 11 | 770, 774, 775, 779, 785, 786, 8423 |
| 29 | Szomor, autóbusz-váróterem             | 10 | 770, 774, 775, 779, 785, 786, 8422, 8423, 8541 1853 |
| 30 | Gyermely, Községháza                   | 9  | 770, 774, 775, 779, 785, 786, 8422, 8423, 8541 1853 |
| 31 | Gyermely, Tésztagyár                   | 8  | 774, 779, 8422, 8541 1853 |
| 32 | Gyermely, Kabláspuszta                 | 7  | 774, 779, 8422, 8541 |
| 33 | Bajna, Juhhodály                       | 6  | 774, 779, 8422, 8541 |
| 34 | Bajna, Csapási híd                     | 5  | 774, 779, 8422, 8541 |
| 35 | Bajna, Híd                             | 4  | 774, 779, 8422, 8541 |
| 36 | Bajna, faluközpont                     | 3  | 774, 779, 801, 8419, 8421, 8422, 8525, 8541, 8546 1853 |
| 37 | Bajna, újtelep                         | 2  | 774, 779, 8419, 8421, 8422, 8525, 8541, 8546 |
| 38 | Nagysápi elágazás                      | 1  | 774, 8421, 8422, 8525, 8541, 8546 1853 |
| 39 | Nagysáp, autóbusz-forduló végállomás   | 0  | 774, 8421, 8422, 8525, 8541, 8546 1853 |